# Steve Baumann
Stephen Baumann (Middletown, 16 settembre 1952) è un ex calciatore statunitense di ruolo centrocampista.

## Carriera
Si forma calcisticamente nella rappresentativa dell'università della Pennsylvania. Nello stesso periodo Baumann giocò nell'UGH di Filadelfia.
Nella stagione 1974 viene ingaggiato dai Miami Toros, franchigia della NASL, con cui, dopo aver vinto la Eastern Division, giunge a disputare la finale del torneo, nella quale però non venne schierato, e persa ai rigori contro i L.A. Aztecs.
Nella stagione 1975 raggiunge con i Toros le semifinali, mentre la stagione seguente non superò la fase a gironi.
Nella stagione 1977 venne ingaggiato dalla neonata franchigia del Team Hawaii, venendo però svincolato prima dell'inizio del campionato.
Lasciato il calcio giocato, rimane comunque legato al soccer divenendo il presidente della National Soccer Hall of Fame.